# Månz Berg
Axel Månz Fabian Berg, tidigare Karlsson, född 4 april 1989 i Växjö, är en svensk fotbollsspelare (försvarare) som spelar för Kosta IF.

## Karriär
Berg debuterade för Östers IF i Division 1 Södra 2008. Han tog sig under säsongen 2009 på allvar in i Östers startelva och bildade mittbackspar med Mario Vasilj. 2011 vann han EF-trophy tillsammans med David Vidarsson, priset som bästa spelare framröstad av de egna fansen.
Den 20 december 2013 lämnade Månz Berg Öster som en följd av klubbens degradering och skrev på för Åtvidabergs FF. I januari 2017 återvände Berg till Östers IF och skrev på ett treårskontrakt. Inför säsongen 2020 förlängde han sitt kontrakt med två år. Berg spelade 24 ligamatcher under säsongen 2020. I december 2021 förlängde han sitt kontrakt med ett år. I december 2022 förlängde Berg sitt kontrakt med ytterligare ett år.
Den 24 januari 2024 blev Berg klar för Kosta IF i Division 5.